# Instil
Instil ist eine Metalcore-Band, die 2001 in Groningen (Niederlande) gegründet wurde. Die Band spielt eine aggressive Mischung aus Thrash Metal und Melodic Death Metal und paart diese Einflüsse mit Hardcore Punk amerikanischer Machart.

## Geschichte
Ihr erstes Album war das 2004 erschienene Fire Reflects in Ashes.
2004 und 2005 spielte Instil verschiedene Shows und Festivals zusammen mit The Haunted, The Dillinger Escape Plan, Crowbar, God Dethroned, Caliban, Nuclear Assault und Terror. Ihr Plattenlabel ist Garden of Exile Records.

## Diskografie
- 2002: Questioning Like Only Consciousness Can Question (Mini-CD)
- 2004: Heartopsy (Split-CD mit Kyds vs Columbus)
- 2004: Fire Reflects in Ashes (CD)